# L'amore è femmina (пісня)
«L'amore è femmina» (укр. Любов по-жіночому) — пісня італійської співачки Ніни Дзіллі, якою вона представлятиме Італію на пісенному конкурсі Євробачення 2012 в Баку. Після перемоги на національному відборі було оголошено, що співачка виконає на конкурсі пісню «Per Sempre», але 13 березня RAI і Universal Music Italy повідомили, що співачка виконає «L'amore è femmina».